# Chaetochromin
Chaetochromin, còn được gọi là 4548-G05, là một hoạt động bằng miệng, phân tử nhỏ, chọn lọc chất chủ vận của thụ thể insulin. Nó có hoạt tính chống đái tháo đường mạnh mẽ và lâu dài in vivo ở chuột. Thuốc có thể đại diện cho một đại lý trị liệu tiềm năng mới để điều trị bệnh tiểu đường mà là thuận tiện hơn và chấp nhận để quản lý hơn tiêm insulin. Nó được phát hiện vào năm 1981 ở nấm linh chi Chaetomium, và tương tác của nó với thụ thể insulin được xác định vào năm 2014.

## Hóa học lập thể
Chaetochromin A và B là các đồng phân lập thể của cấu trúc này, trong khi chaetochromin C và D có liên quan nhưng khác nhau. Người ta không biết liệu hiệu ứng bắt chước insulin được tìm thấy trong chaetochromin A hoặc B, hoặc trong một hỗn hợp.